# Rockhouse Island
Rockhouse Island är en ö i Kanada.   Den ligger i territoriet Nunavut, i den östra delen av landet, 2 200 km nordväst om huvudstaden Ottawa. Arean är 28,8 kvadratkilometer.
Terrängen på Rockhouse Island är mycket platt. Öns högsta punkt är 39 meter över havet. Den sträcker sig 6,4 kilometer i nord-sydlig riktning, och 7,2 kilometer i öst-västlig riktning.
Trakten runt Rockhouse Island består i huvudsak av gräsmarker.